# Dansbandskampen
Dansbandskampen var en musikbegivenhed i Sverige.

## Vindere
| År   | 1.            | 2.      |
| ---- | ------------- | ------- |
| 2008 | Larz-Kristerz | Scotts  |
| 2009 | Playtones     | Titanix |
| 2010 | Elisas        | Willez  |